# Bernard Etxepare
Bernard Etxepare (baskiskt uttal: [berˈnart eˈtʃepaɾe], franska: Bernard D'echepare), född cirka 1470–1480 i nedre Navarra, död okänt år, var en baskisk författare aktiv under 1500-talet som är mest känd för diktsamlingen Linguæ Vasconum Primitiæ från 1545, den första bevarade baskiskspråkiga boken.

## Biografi
Relativt lite är känt om Etxepares liv. Han föddes cirka 1470–1480 i området Saint-Jean-Pied-de-Port i nedre Navarra. Hans födelseplats är Etxeparia-gården i Bussunarits-Sarrasquette, och han tillbringade större delen av sitt liv i Cizes dalar, där han arbetade som rektor i Saint-Michel vid kyrkan Saint-Michel-le-Vieux och kyrkoherde i Saint-Jean-Pied-de-Port.
Etxepare levde under en spänd period präglad av krig och politisk instabilitet orsakad av den kastilianska erövringen av övre Navarra. I en av sina dikter, Mossen Bernat echaparere cantuya, skriver han att han tillbringat tid i fängelse i Béarn, även om orsakerna till detta är otydliga. Enligt vissa anklagades han för att ha tagit Kastiliens parti i dess konflikt med Navarra, inte minst av religiösa skäl. Hur som helst hävdade Etxepare sin oskyldighet.

## Linguæ Vasconum Primitiæ
År 1545 publicerade han en bok i Bordeaux, Linguæ Vasconum Primitiæ, som antas vara den första bok som någonsin tryckts på baskiska. Den innehåller en samling dikter, som bland annat handlar om religion, kärlek, hans eget liv, och det baskiska språket. Oihenart föreslog i L'art poétique basque (1665) att vissa böcker från samtida baskiska författare som Joan Etxegarai och Arnaut Logras också kan ha publicerats, men inga bevis kvarstår.
Boken är skriven på den nedre navarresiska dialekten av baskiska med en ortografi påverkad av franskan. Den metrik som används tyder tillsammans med skrivstilen på att Etxepare var en bertsolari, en typ av baskisk poet som sjunger improviserad poesi.
Verket innehåller bland annat dikten Kontrapas, en dikt som beskriver Etxepares motiv bakom att publicera boken och hans förhoppningar om språket. Etxepare förklarar i denna att han är den första baskiska författare som har fått sitt verk publicerat i tryck. Han kräver att det baskiska språket "går ut" och blir mer allmänt känt och att baskerna gör sig kända i omvärlden.
Det enda bevarade originalexemplaret av boken finns idag (2024) på Frankrikes nationalbibliotek i Paris. Just detta exemplar bevarades som konsekvens av ett kungligt dekret urfärdat av Frans I av Frankrike 1536, då han krävde att en kopia av varje bok i hans kungadöme skulle gå till hans personliga samling. Det har spekulerats att boken inte fick någon storskalig spridning som en konsekvens av flera faktorer, däribland religiös censur.
Boken har fått ett betydande kulturvärde för baskerna, och utrag därav citeras eller används ofta på andra sätt inom baskisk kultur. Den baskiske musikern Xabier Lete tonsatte Kontrapas på skivan Nafarroa, arragoa från 1974, och en programvara för taligenkänning har fått namnet Sautrela efter den sista dikten i Etxepares bok. En TV-serie om baskisk litteratur har också fått namnet Sautrela. Själva dikterna har också översatts till bland annat spanska, franska, engelska, tyska, italienska, och armeniska.